# Kidoku Naoto
Naoto Kidoku (sinh ngày 12 tháng 5 năm 1994) là một cầu thủ bóng đá người Nhật Bản.

## Sự nghiệp câu lạc bộ
Naoto Kidoku đã từng chơi cho Fagiano Okayama.